# The Best of 1980–1990
The Best of 1980–1990 – album zespołu U2 będący kompilacją ich największych przebojów z lat 1980–1990, wydany w 1998 roku.

## Lista utworów

### Dysk pierwszy
1. „Pride (In the Name of Love)” – 3:48
2. „New Year’s Day” (wersja specjalna) – 4:17
  - Oryginalnie wydana na singlu „New Year’s Day”.
3. „With or Without You” – 4:55
4. „I Still Haven’t Found What I’m Looking For” – 4:38
5. „Sunday Bloody Sunday” – 4:40
6. „Bad” – 5:50
7. „Where the Streets Have No Name” – 4:35
8. „I Will Follow” – 3:36
9. „The Unforgettable Fire” – 4:53
10. „The Sweetest Thing” (The Single Mix) – 3:00
  - Dopracowana wersja, która wcześniej znalazła się jako dodatkowy utwór na singlu „Where the Streets Have No Name”.
11. „Desire” – 2:59
12. „When Love Comes to Town” – 4:17
13. „Angel of Harlem” – 3:49
14. „All I Want Is You” – 6:31

#### Utwory dodatkowe
- „One Tree Hill” (dodatkowy bonus na wydaniu japońskim)
- „October” (utwór ukryty) – 2:20

### Dysk drugi: edycja limitowana
1. „The Three Sunrises” – 3:52
2. „Spanish Eyes” – 3:14
3. „The Sweetest Thing” – 3:03
4. „Love Comes Tumbling” – 4:40
5. „Bass Trap” – 3:31
6. „Dancing Barefoot” (Patti Smith, Ivan Kral) – 4:45
7. „Everlasting Love” (Buzz Cason, Mac Gayden) – 3:20
8. „Unchained Melody” (Alex North, Hy Zaret) – 4:52
9. „Walk to the Water” – 4:49
10. „Luminous Times (Hold on to Love)” – 4:35
11. „Hallelujah, Here She Comes” – 4:00
12. „Silver and Gold” – 4:37
13. „Endless Deep” – 2:57
14. „A Room at the Heartbreak Hotel” – 4:32
15. „Trash, Trampoline, and the Party Girl” – 2:33

## Sprzedaż i pozycje na listach
| Kraj                       | Pozycja | Status     | Sprzedaż   |
| -------------------------- | ------- | ---------- | ---------- |
| Australia                  | 1       | 8x Platyna | 480,000+   |
| Austria                    | 1       | 2x Platyna | 60,000+    |
| Dania                      |         | Platyna    | 30,000+    |
| Finlandia                  | 3       | Złoto      | 29,864+    |
| Holandia                   |         | Platyna    | 80,000+    |
| Kanada                     |         | 6x Platyna | 600,000+   |
| Meksyk                     |         | Złoto      | 100,000+   |
| Meksyk (edycja limitowana) |         | Złoto      | 100,000+   |
| Nowa Zelandia              | 7       | 6x Platyna | 90,000+    |
| Niemcy                     |         | Platyna    | 200,000+   |
| Norwegia                   |         | Platyna    | 40,000+    |
| Polska                     |         | Platyna    | 100,000+   |
| Szwajcaria                 | 1       | 4x Platyna | 200,000+   |
| Węgry                      |         | Złoto      | 5,000+     |
| Wielka Brytania            |         | 5x Platyna | 1,500,000+ |